# Мытинцы (Винницкая область)
Мытинцы (укр. Митинці) — село на Украине, находится в Хмельницком районе Винницкой области.
Код КОАТУУ — 0524884802. Население по переписи 2001 года составляет 366 человек. Почтовый индекс — 22030. Телефонный код — 4338.
Занимает площадь 1,8 км².
В селе действует храм Архистратига Божьего Михаила Хмельницкого благочиния Винницкой епархии Украинской православной церкви.

## Адрес местного совета
22030, Винницкая область, Хмельницкий р-н, с. Маркушы, ул. Ленина, 24